# Úlfr Óspaksson
Úlfr Óspaksson, genannt stallari (der Marschall), (* um 1000 in Island; † 1066 in Norwegen) war ein isländischer Häuptling aus einer ursprünglich norwegischen Familie, der in den Dienst des norwegischen Königshauses eintrat und über dreißig Jahre lang den norwegischen Prinzen und späteren König Harald III. Sigurdsson, genannt Harald Hardrade, als Gefolgsmann begleitete.
Ab etwa 1034 war er etwa zehn Jahre lang im fernen Konstantinopel Mitglied der Warägergarde der Kaiser des Byzantinischen Reiches und nahm unter dem Kommando von Harald III. Sigurdsson an dessen Kampfeinsätzen in Anatolien, am Balkan, in Palästina und in Sizilien ebenso teil, wie an Haralds Gefangenschaft und Flucht aus Konstantinopel, an dessen Heimkehr über Russland und Schweden nach Norwegen, wo Harald 1046 als Harald Hardrade König von Norwegen wurde und Ulf zu seinem Marschall und Schwager machte. Auch dort machte Ulf weiterhin alle Kämpfe Haralds gegen äußere und innere Feinde mit, bis er 1066 – tief betrauert von König Harald als „treuester Gefolgsmann, den je ein Herrscher hatte“ – starb. Und dies, wenige Wochen bevor auch König Harald, beim Versuch England zu erobern, in der Schlacht von Stamford Bridge sein Leben verlor.

## Herkunft
Angaben über die Herkunft von Ulf Ospaksson finden sich insbesondere in der Laxdaela Saga. Demnach stammte er aus einer Häuptlingsdynastie, die ihr Territorium, in Romsdal in der Grafschaft Möre og Romsdal (heute in der Region Vestlandet) in Norwegen, weitgehend unabhängig kontrollierte, bis um 890 König Harald Schönhaar (* um 852, † 933) durch die massive Erweiterung seines Herrschaftsbereiches den damals lebenden Vorfahren Ulfs, Ketil Björnsson „Flatneb“ (Ketil Sohn des Björn, genannt „Plattnase“) zur Emigration veranlasste. Drei seiner Kinder, Björn Ketilsson „der Östler“, Helgi Ketilsson „Bjolan“ (Kleinmund) und Aud Ketilsdatter „die Tiefsinnige“, ließen sich in dem erst seit kurzem besiedelten Island nieder und hinterließen dort eine zahlreiche Nachkommenschaft, die in verschiedenen isländischen Sagas eine Rolle spielt.

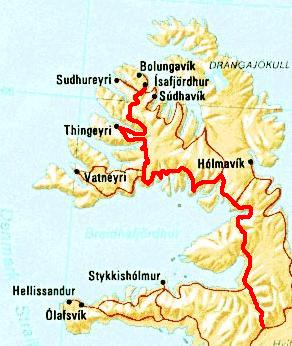
Der Breidafjord im Nordwesten Islands

Ulfs Großvater Oswif Helgasson, genannt „Spaki“ (der Weise) (* um 940 in Laugar, Saelingsdalstung, Dala, Island, † 1010 in Island) war ein angesehener Häuptling und Gutsbesitzer in Laugar in Saelingsdale, das im Hinterland des nordöstlichen Teiles des Hvammfjords (Teil des Breidafjords) im Nordwesten Islands gelegen ist. Oswifs Mutter, Nidbjorg Kadlinsdotter, war eine Enkelin des Wikingerjarls Gånge Rolf, dem Stammvater der Herzöge von der Normandie.
Oswif war daher ein Cousin von Richard „Ohnefurcht“ Herzog von Normandie (+ 996), der 942 Graf von Rouen und von 956 bis 960 Regent von Frankreich war.
Osvif Helgasson, der Großvater Ulfs, war mit Thordis, einer Tochter von Tjodolf, genannt „der Kurze“ verheiratet, die ihm die Söhne Ospak, Helgi, Vandrad, Torrad und Thorolf sowie eine Tochter, Gudrun Oswifsdotter gebar, die als eine der bemerkenswertesten mittelalterlichen Frauen Islands angesehen wird, deren vier Ehen jedoch Anlass zu Streit und Rivalitäten und zu einer blutigen Familienfehde war. Er tauschte um 1008 mit seinem Freund und Verwandten Snorri Thorgrimsson, genannt Snorri Godi (Snorri der Priester (des Thor)) (* 963, † 1031) seinen Besitz zu Saelingsdale Tongue gegen dessen Gut in Helgafell, wohin er mit Gudrun übersiedelte und später verstarb.
Ulfs Vater, Ospak Osvifsson, war der älteste Sohn von Osvif Helgason dem Weisen. Ospak lebte am Gut der Familie in Laugar im Saelingsdale, war um 1003 an der Fehde zwischen seiner Familie, den „Osvifssons“ mit dem verwandten Clan der Olavssons, der Söhne von Olav Hoskundsson, genannt Olav der Pfau beteiligt, die zu gegenseitigen Tötungen und schließlich zur Verbannung der Osvifssons durch das isländische Parlament in Thorsness und zur Emigration der Osvifssons aus Island führte.
Ulfs Mutter war Aldis Ljotsdottir, eine Tochter von Ljot Thorgrimsson „dem Weisen“, und einer namentlich nicht genannten Schwester des Jarls von Lade Hákon Grjótgarðsson.
Ulf Ospaksson war damit ein Neffe von Asa Hakonsdottir, der Tochter des Ladejarls – die als Ehefrau von Harald Schönhaar († 1040) Königin von Norwegen war – und ein Cousin von Hakon Sigurdsson Jarl, „dem Mächtigen“, der ab 970 als Reichsverweser Norwegen regierte und 996 ermordet wurde.

## Leben

### Jugend

Die Fjorde Islands

Nähere Angaben über Ulfs frühe Jahre fehlen in den Sagas, jedoch ergeben sich aus dem persönlichen und zeitlichen Umfeld Hinweise auf die Umstände, die prägend auf ihn wirkten.
Ulf wuchs als ältester Sohn des angesehenen Häuptlings Ospak Osvifsson im Nordwesten Islands am Gut seiner Vorfahren in Laugar auf der Westseite des Saelingsdaeles auf, das in den Hvammsfjord (ein Seitenfjord im östlichsten Teil des Breidafjords) im mündet.
In seiner Familie war seine Tante, Gudrun Osvifdotter (* um 973, † 1060), wohl die bedeutendste Persönlichkeit. Diese galt als die „schönste Frau, die jemals in Island geboren wurde“ und zeichnete sich durch Intelligenz und Willensstärke aus. Sie gab jedoch durch ihre vier Ehen Anlass zu Rivalitäten und Totschlag zwischen ihrer Familie, den „Osvifsons“, und der Partei der entfernt verwandten und lang befreundeten „Olavssons“, den Nachkommen von Olav Hoskuldsson, genannt Olaf „der Pfau“, wodurch sie zur Zentralfigur der Laxdaela Saga wurde. Sie starb schließlich um 1060 als erste christliche Nonne Islands.
Ulfs Großvater Osvif Helgasson, ein sehr angesehener Häuptling, trug den Beinamen „der Weise“, da er als Haupt der „Oswifssons“ durch seine kluge Haltung darum bemüht war, die durch die Ehen und das Temperament seiner Tochter Gudrun entstandenen Spannungen und Fehden möglichst einvernehmlich zu lösen.
Beeindruckt war Ulf wohl von seinem Cousin Bolli Bollasson (* um 1007), einem Sohn seiner Tante Gudrun Osvifdotter, der in der Tradition isländischer Häuptlingssöhne gemeinsam mit seinem Bruder Thorleik Bollasson in den Dienst von Olav II. Haraldsson „dem Heiligen“ König von Norwegen (1015 bis 1028), eintrat, um Ehre, Ansehen und Vermögen zu gewinnen. Bolli ging aber noch einen Schritt weiter, indem er nach Konstantinopel reiste und dort in die Warägergarde eintrat. Als Bolli um 1030 aus Konstantinopel nach Island zurückkehrte, trug von da an nur noch Kleider aus scharlachtotem Tuch oder aus goldverzierter Seide, die er vom byzantinischen Kaiser erhalten hatte, trug einen vergoldeten Helm und einen roten Schild auf dem in Gold ein Ritter zu sehen war, was ihm den Beinamen „Bolli der Stolze“ eintrug.
Eine andere prägende Persönlichkeit war Snorri Thorgrimsson, besser bekannt als Snorri Godi oder Snorri der (heidnische) Priester (* um 963, † um 1031). Er war ein entfernter Verwandter Ulfs und einer der führenden Häuptlinge Islands, der in verschiedenen isländischen Sagas, so etwa in Njall’s Saga, in der Laxdæla saga, der Eyrbyggja Saga und in der Grettis Saga vorkommt. Er lebte ab 1008 im benachbarten Gutshof in Tongue, da er mit Ulfs Tante Gudrun Osvifsdotter die Güter getauscht hatte. Dessen Sohn Halldor Snorrasson war nicht nur Nachbar, Freund und entfernter Cousin Ulfs, sondern auch dessen Gefährte bei den Abenteuern, die sie unter Prinz Harald Sigurdsson von Norwegen in der byzantinischen Warägergarde in Konstantinopel erlebten. Halldor war es auch, der den Bericht darüber nach Island brachte.

### Gefährte von Harald Hardrade

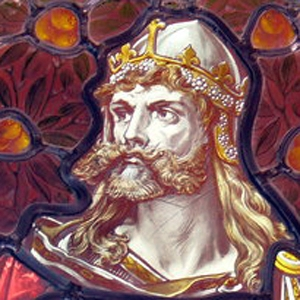
Harald Hardrade Fenster in der Kathedrale von Kirkwall, Orkney

In der Saga von König Harald tritt Ulf unvermittelt im 9. Kapitel gemeinsam mit Halldor Snorrasson als Mitglied der byzantinischen Warägergarde und als Gefolgsmann des norwegischen Prinzen Harald Sigurdsson auf und zwar bei der Schilderung der List, mit der Harald im Zuge der byzantinischen Kampagne in Sizilien eine dritte Stadt eroberte.
Während feststeht, dass Ulf und Halldor um 1034 in Konstantinopel und Angehörige der Warägergarde und Gefolgsleute von Prinz Harald waren, bleibt offen wann sie von Island abreisten, wann sie in die Gefolgschaft Haralds eintraten und wie sie nach Konstantinopel gelangten.
Denkbar wäre es, dass sie nach dem Vorbild von Ulfs Cousin, Bolli Bollasson, in den Dienst von König Olav II. Haraldsson, genannt „der Dicke“ später „der Heilige“ König von Norwegen (1016–1028) eintraten und nach dessen Vertreibung durch den dänischen König Knut dem Großen um 1029 mit Olav II. zu Großfürst Jaroslaw I. dem Weisen ins Exil nach Russland gingen. Sie könnten allenfalls an dessen Seite in der Schlacht von Stiklestad gekämpft haben, in der König Olav II. am 29. Juli 1030 fiel, und mit den Resten seiner Anhänger nach Russland zurückgekehrt sein. Denn dorthin begab sich 1032 auch der junge Harald Sigurdsson ins Exil und brach von dort etwa zwei Jahre später gemeinsam mit seinem Gefolge nach Konstantinopel auf.

### In Byzanz unter Kaiser Michael IV.

#### Hintergrund
Im Jahr 1034 in dem Ulf Ospaksson – wohl gemeinsam mit Prinz Harald Sigurdsson – nach Konstantinopel kam, herrschte dort Michael IV., genannt „der Paphlagonier“, der Ehemann der Kaiserin-Witwe Zoe aus der Makedonischen Dynastie, der im Verdacht stand, die Krone durch Ermordung seines Vorgängers Romanos III. Argyros – sowohl als Kaiser als auch als Ehemann – erworben zu haben, denn er heiratete noch am Tag von dessen Ermordung, seine Witwe Zoe. Diese sah sich als legitime Erbin der Makedonischen Dynastie, wurde jedoch von Michael IV. zurückgedrängt, wobei die effektive Reichsverwaltung in der Hand von Michaels Bruder, dem Eunuchen Johannes Orphanotrophos lag.
Zugleich gab es im Inneren des Reiches Aufstände der Armee (1038 in Anatolien) und Verschwörungen gegen den Kaiser, an denen u. a. Kaiserin Zoe selbst und auch der spätere Patriarch von Konstantinopel Michael Kerullarios beteiligt waren. Durch die Reduzierung der Militärlehen gewann das Söldnerwesen und insbesondere die Warägergarde als verlässliche und kampfstarke Elitetruppe an Bedeutung, da es zugleich Einfälle der Araber und 1034 bis 1036 solche der Petschenegen und Kumanen in das Reichsgebiet, sowie Spannungen mit dem Kalifat der schiitischen Fatimiden in Ägypten gab.

#### Einsatz im Osten des Reiches
Nach der Saga unternahm Prinz Harald Sigurdsson – und in dessen Gefolge wohl auch Ulf Ospaksson – zunächst eine Kampagne gegen die Sarazenen in „Afrika“, wobei nach einem in der Saga wiedergegebenen Gedicht des Skalden Thjodolf Arnorsson dort 80 Städte erobert wurden. Harald blieb mehrere Winter in Afrika, wo er viel Habe, Gold und Kostbarkeiten erbeutete und von dieser Beute alles, was er nicht unmittelbar benötigte, mit Boten nach Holmgerd (Nowgorod) in Sicherheit bringen ließ.
Historisch erfolgten diese Einsätze wohl nicht in Afrika, sondern in Anatolien, wo die Warägergarde im Winter 1034/35 zum Einsatz kam und dort zunächst arabische Piraten im Mittelmeer und anschließend diejenigen Städte in Westanatolien bekämpfte, die diese unterstützt hatten. Anschließend nahmen die Waräger an einer Kampagne im Osten des Reiches teil, die bis zum Euphrat und zum Vansee reichte, wobei als großer Erfolg die Stadt die lange verloren gegangene Edessa wieder erobert werden konnte. Um dieselbe Zeit kam es auch zu Kämpfen gegen einfallende Truppen der Petschenegen.
Anschließend kehre Harald mit seiner Truppe nach Konstantinopel zurück, wo er und die Waräger, daher auch Ulf Ospaksson, ihre Beute und den Sold des Kaisers in Sicherheit zurückließen.

#### Einsatz in Palästina
Als Nächstes begab sich die Warägertruppe unter Harald gemäß der Saga nach Sizilien. Historisch ist es jedoch wahrscheinlicher, dass der nächste Einsatz der Waräger und damit Haralds und Ulfs in Palästina erfolgte.
Dies, da es 1036 zwischen Kaiser Michael IV. und dem fatimidischen Kalifen al-Mustansir bi-llah (1035–1094) von Ägypten zum Abschluss eines Friedens- und Unterstützungsvertrag gekommen war, durch den der Kaiser u. a. das Recht erhielt, die 1009 unter dem Kalifen Al-Hakim (995–1021) weitgehend zerstörte Grabeskirche in Jerusalem auf eigene Kosten wiederherstellen zu lassen.
Bei dem Zug von Konstantinopel bis nach Jerusalem unterwarfen sich den Warägern alle Städte und Burgen, wobei der Skalde Stuf Thordarson, genannt Stuf der Blinde, ein Isländer und naher Verwandter von Ulf Ospaksson in einem in die Saga eingefügten Gedicht verwundert festhält, dass dies ausnahmsweise ohne Verwüstung und Brandschatzung vor sich ging. Das dürfte wohl daran gelegen sein, dass nicht einmal Harald wagte, den Friedensschluss zwischen dem Kaiser und dem Kalifen durch Gewalttaten zu brechen.

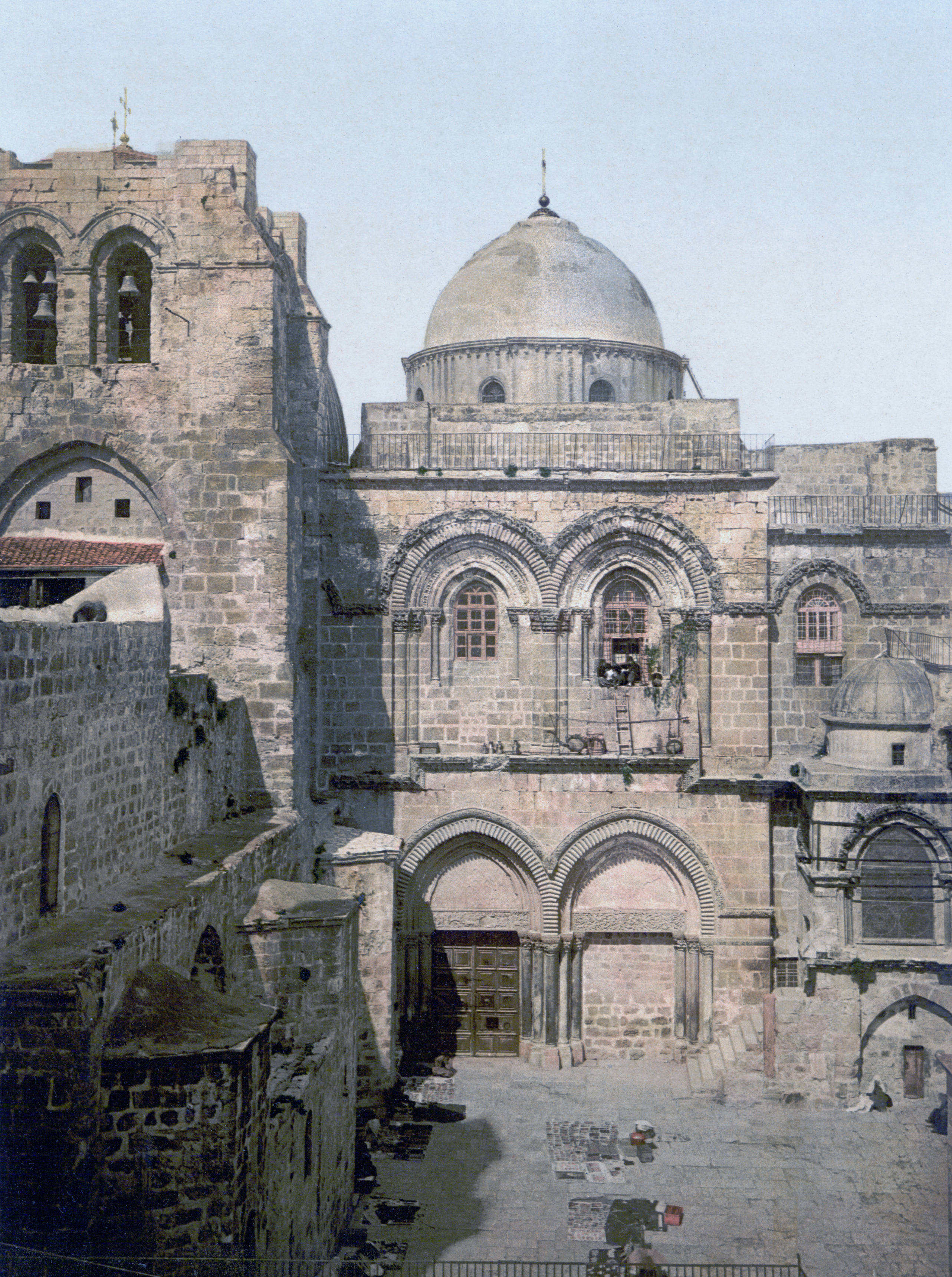
Grabeskirche Jerusalem

Harald verteilte in Jerusalem großzügige Geschenke an die Grabeskirche, sowie an andere Reliquien, wie an das Wahre Kreuz, und badete wie alle Pilger – und daher wohl auch Ulf Ospaksson – im Fluss Jordan. Anschließend vertrieben die Waräger die Räuber und Unruhestifter aus dem Jordantal.
Historisch hatte die Warägertruppe unter Harald damals wohl den Auftrag, die Expedition der byzantinischen Architekten, Ingenieure und Baumeister, die sich auf Grund des Friedensvertrages von 1036 zur Restaurierung der Grabeskirche nach Jerusalem begab, zu begleiten und vor Überfällen zu beschützen. Die vom Skalden Stuf beschriebene Unterwerfung Palästinas durch diese Truppen ist daher wohl zu relativieren.

#### Einsatz in Sizilien

Southern Italy, ca. 1000 AD

In der Saga wird der Expedition Haralds in Sizilien breiter Raum eingeräumt, da sie in den Kapiteln 6 bis 10 beschrieben wird, wobei im 9. Kapitel die beiden Isländer in Haralds Gefolge – Halldor Snorrasson und Ulf Ospaksson vorgestellt und als „von außergewöhnlicher Kraft und als herausragende Krieger“ bezeichnet werden, die Prinz Harald persönlich sehr nahe standen.
Harald begann bereits unmittelbar nach der Landung in Sizilien mit der Umsetzung privater Interessen, d. h. mit Plünderungen. Nach mehrfachem Streit mit dem Byzanz byzantinischen Feldherren Georgios Maniakes gelang es ihm, seine Warägertruppe weitgehend unabhängig einzusetzen. Beschrieben wird die Eroberung von insgesamt vier – namentlich nicht genannten – Städten. Da diese wegen ihrer starken Gräben und Befestigungsanlagen von Haralds Truppen keineswegs eingenommen werden konnten, ersann Harald jeweils eine Kriegslist, um sie zu erobern.
Die erste der Städte wurde zur Aufgabe gezwungen, da Harald seinen Warägern befahl, die Vögel die aus der Stadt zur Futtersuche kamen, einzufangen und mit Brandsätzen auszurüsten. Beim Rückflug in die Stadt setzten sie die Dächer und Holzhäuser der Stadt in Brand, wodurch sich die Bewohner schließlich ergeben mussten.
Die zweite Stadt fiel, da die Waräger einen Tunnel unter die Stadtmauer gruben durch die sie überraschend in die Stadt eindringen und diese erobern konnten.
Die dritte Stadt war die größte und bevölkerungsreichste, die mit tiefen Gräben und uneinnehmbaren Mauern umgeben war, weshalb sie von den Warägern lange vergeblich belagert wurde. Auch hier griff Harald zu einer Kriegslist, bei deren Umsetzung einzig die beiden Isländer Halldor Snorrasson und Ulf Ospaksson namentlich als Mitwirkende genannt werden. Der Plan zielte darauf ab, die Bewohner zur Sorglosigkeit zu verleiten, indem die Waräger selbst Furchtlosigkeit demonstrierten. So betrieben die in aller Ruhe vor den Stadtmauern – aber außer Schussweite – unbewaffnet sportliche Übungen und Spiele, was die Stadtbewohner veranlasste, sie als Feiglinge zu beschimpfen und zum Zeichen ihrer Missachtung die Stadttore offen zu lassen. Nach einigen Tagen veranlasste Harald die Waräger beim Sport unter ihrem Gewand Waffen zu verbergen. Da dies unbemerkt blieb, stürmten die „Sportler“ mit den Waffen in der Hand in das offene Stadttor und eroberten so die Stadt, wobei Ulfs Kampfgefährte Halldor Snorrasson, der als Fahnenträger im Einsatz war, im Gesicht schwer verwundet wurde.
Auch die vierte Stadt fiel einer Kriegslist zum Opfer, da Harald vorgab, schwer erkrankt und schließlich verstorben zu sein. Eine Gesandtschaft der Waräger bat daher die Priester der Stadt darum, den Prinzen Harald in der Stadt begraben zu dürfen. Dies wurde in Erwartung entsprechender Stiftungen für die betroffene Kirche gerne gewährt. Nachdem der Trauerzug das offene Stadttor durchschritten hatte, sprang der „wiederbelebte“ Harald voll bewaffnet aus dem Sarg und stürzte sich mit seinen Gefolgsleuten auf die Bewohner der Stadt, wobei alle – sowohl Priester wie Laien – getötet und die Stadt vollständig ausgeplündert wurde.
Der Skalde Thjodolf Skjalg zog in einem in der Saga wiedergegebenen Gedicht Bilanz, wonach Harald und seine Truppe achtzehn grimmige Heerschlachten geschlagen und so „die Adlerklauen mit Blut gefärbt und die hungrigen Wölfe gefüttert“ hätten.
Historisch ist die Militärkampagne, die der byzantinische Feldherr Georgios Maniakes im Auftrag von Kaiser Michael IV. zwischen den Jahren 1038 und 1040 unternahm, um das ehemals byzantinische Kronland Sizilien, das seit dem 10. Jahrhundert ein Emirat in der Hand der arabischen Dynastie der Kalbiten war, von den Sarazenen zurückzuerobern.
Tatsächlich gelang es damals den byzantinischen Truppen, den östlichen und südlichen Teil Siziliens mit den Städten Messina und Syrakus zu erobern, wobei für den Erfolg des Unternehmens nicht zuletzt der Einsatz der Warägergarde unter dem „skandinavischen Kriegshelden“ Harald entscheidend war. Trotz seiner Erfolge wurde Georgios Maniakes 1040 durch eine Intrige als Oberkommandierender abberufen. Er rebellierte darauf und ließ sich selbst zum Kaiser ausrufen, er wurde jedoch 1043 im Kampf von kaiserlichen Truppen getötet.
Ein bemerkenswerter Kampfgefährte von Ulf Ospaksson in Sizilien war ein Anführer normannischer und langobardischer Söldner namens Wilhelm von Hauteville, genannt „Eisenarm“ († 1046). Dieser revoltierte jedoch Ende 1040 wegen angeblicher Diskriminierung gegen Byzanz und begann byzantinisches Territorium in Apulien auf eigene Rechnung zu erobern. Die Waräger – und damit Harald Sigurdsson und Ulf – wurden daraufhin mit dem Katepan (byzantinischen Statthalter) Michel Doukeianos gegen ihn ins Feld geschickt. Sie erzielten anfangs Erfolge, erlitten jedoch am 17. März 1041 bei Olivento und am 4. Mai bei Montemaggiore (nahe bei Cannae) schwere Niederlagen, wonach sich Wilhelm von Hauteville Graf von Apulien nannte. Ulf Ospaksson war damit wohl Zeuge der Grundlegung des späteren normannischen Königreichs Sizilien.

### Einsatz am Balkan
Nach dem mehrjährigen Einsatz in Sizilien wurde die Warägertruppe unter Prinz Harald nach Konstantinopel zurückgerufen, wobei Harald Sigurdsson von Kaiser Michael IV. für seine Verdienste mit dem (bescheidenen) Titel „spatharokandidatos“ geehrt wurde. Noch wichtiger war es den Warägern jedoch, dort ihre umfangreiche Beute in Sicherheit zu bringen.
Der nächste Einsatz der Waräger und damit Ulf Ospakssons erfolgte am Balkan. Die Saga enthält jedoch über diesen militärischen Konflikt keinen Hinweis.
Tatsächlich nahm die Warägergarde – und damit Prinz Harald und Ulf Ospaksson – als Elitetruppe an dem Balkanfeldzug von Kaiser Michael IV. teil.
Dort war es zu einem Aufstand der Serben unter dem Fürsten Stefan Vojislav von Zeta (Dioklitien) gekommen dem es 1040 gelungen war, ein byzantinisches Heer zu besiegen und damit die Unabhängigkeit seines Landes und seine eigene Herrschaft als Fürst der Serben bis 1052 zu sichern.
Im selben Jahr 1040 erhoben sich auch die Bulgaren gegen Kaiser Michael IV. Der Anführer war Peter Dejan, der sich nach dem byzantinischen Historiker Michael Psellos für einen Verwandten des Zaren Samuil ausgab und sich in Belgrad zum Zaren krönen ließ. Er wurde im Zuge des Balkanfeldzuges von Kaiser Michael IV. unter Einsatz der Warägergarde unter Harald 1041 besiegt, geblendet und gefangen genommen.

### In Byzanz unter Kaiser Michael V.

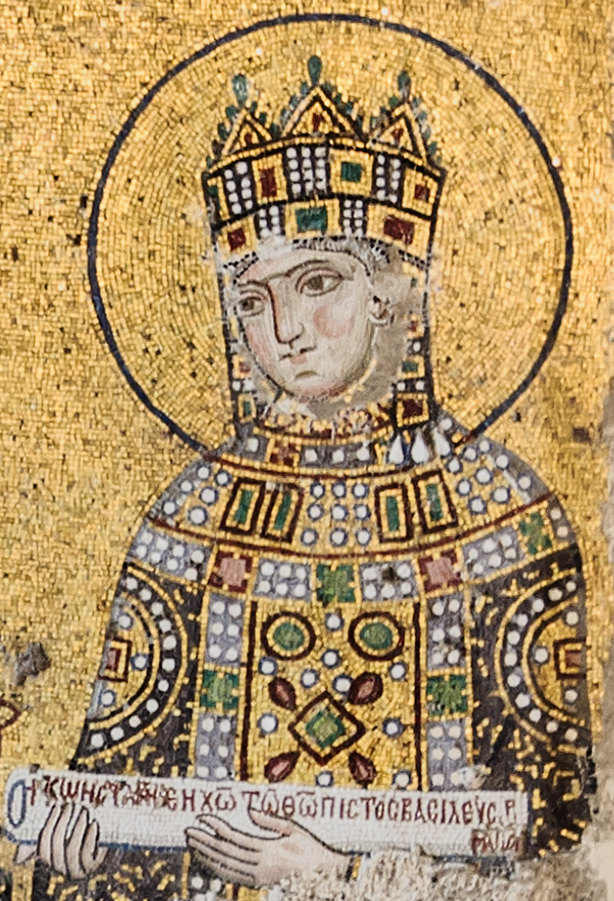
Zoe mosaic Hagia Sophia

Am 10. Dezember 1041 verstarb Kaiser Michael IV., nachdem er sich in das Kloster des Heiligen Anargyroi zurückgezogen hatte. Für die Waräger war dies – der gängigen Praxis nach – die Gelegenheit, den Kaiserpalast zu plündern, wovon Harald – und wohl auch Ulf – gehörig Gebrauch gemacht haben werden.
Auf Michael IV. folgte dessen Neffe, Michael V. genannt „Kalaphates“ (der Abdichter) als Kaiser der zugleich auch Adoptivsohn der Kaiserin-Witwe Zoe war.

#### Haft in Konstantinopel
Nach der Saga verschlechterten sich nach dem Thronwechsel die Beziehungen Haralds zur kaiserlichen Familie, wobei in der Saga verschiedene Gründe überliefert werden.
So die Ablehnung von Haralds Werbung um Maria, einer Nichte der Kaiserin Zoe,
Oder die Ablehnung der Resignation Haralds als Kommandant der Warägergarde, die dieser anstrebte, sobald er erfuhr, dass sein Neffe Magnus I. „der Gute“ König von Norwegen und Dänemark geworden war.
Schließlich wurde Harald sogar angeklagt, sich zulasten des Staatsschatzes bereichert zu haben, er wurde daher mit seinen engsten Kampfgefährten, den namentlich genannten Isländern Ulf Ospaksson und Halldor Snorrasson auf Befehl des Kaisers Konstantin IX. Monomachos. (* um 1000, † 1055) in einem Turm in Konstantinopel eingesperrt.
Manche Quellen nennen andere Gründe für die Verhaftung. Nach William of Malmesbury waren es unerlaubte Beziehungen Haralds zu einer Hofdame, während Saxo Grammaticus die Haft mit einem von Harald begangenem Mord begründet.
Die Rettung der drei Gefangenen aus dem Turmverlies in Konstantinopel wird in der Saga einem Wunder des Heiligen Olav II. – dem Halbbruder Haralds – zugeschrieben, der eine Dame die ihn verehrte dazu veranlasste, Harald und seine Gefährten mit Hilfe von Seilen aus dem Gefängnisturm in Konstantinopel zu befreien.
Harald eilte darauf mit seinen beiden Gefährten Halldor und Ulf Ospaksson zum Lager der Waräger, die ihn erfreut begrüßten und mit ihm zum Palast des Kaisers aufbrachen. Dort drang Harald in die kaiserlichen Gemächer ein und raubte dem Kaiser persönlich das Augenlicht, um sich an ihm zu rächen.
Dieses Detail wurde in mehreren Gedichten die in der Saga zitiert werden, darunter im Preisgedicht des Skalden, Thorarin Skeggjason für Harald: „Stockblind ging gebrandmarkt bald Griechenlands König nun…“ und im Gedicht und des Skalden Thodolf Arnarsson: „Dem Thronbesitzer ließ er beide Augen ausreißen, er, der Wolfsfütterer und mutige Recke Harald ….“, ausdrücklich festgehalten, was nach der Saga dafür spricht, dass tatsächlich Harald persönlich die Blendung des Kaisers vornahm.
Historisch war es nicht Kaiser Konstantin IX. Monomachos, unter dem Harald und Ulf zur Haft verurteilt und in der Folge geblendet wurde, sondern Michael V. Kalaphates.
Anlass der Krise war die Selbstherrlichkeit des jungen Kaisers Michael V., der alleine regieren wollte und daher seinen Onkel, den leitenden Minister Johannes Orphanotrophos und seine Adoptivmutter, die Kaiserin-Witwe Zoe entmachtete und verbannte. Dies führte jedoch im April 1042 in Konstantinopel zu einem Aufstand der Bevölkerung.
Nach Psellus wurde er, nachdem er in eine Kirche geflüchtet war, von dort mit Gewalt entfernt und von einem Scharfrichter am 21. April 1042 geblendet und in ein Kloster verbannt. Die Herrschaft übernahmen daraufhin Kaiserin Zoe und deren Schwester Theodora. Auf sie folgte jedoch bereits am 11. Juni 1042 der dritte Gemahl von Kaiserin Zoe, Konstantin IX. Monomachos (* um 1000, † 1055) als Kaiser.

#### Flucht aus Konstantinopel
Noch in derselben Nacht drang Harald mit seinen Gefährten, darunter zweifellos Ulf Ospaksson, in die Frauengemächer des Palastes ein und entführte Maria, eine Nichte der Kaiserin Zoe und floh heimlich aus Konstantinopel auf zwei Schiffen, von denen jedoch nur eines übrig blieb, da das andere beim Versuch zerbrach, die Sperrkette am Goldenen Horn zu überwinden. Vor der Ausfahrt in das Schwarze Meer wurde die Prinzessin Maria zurückgesandt und die Reise fortgesetzt.

### In Nowgorod
Harald begab sich mit dem einzig verbliebenen Schiff und den überlebenden Gefährten – darunter zweifellos Ulf Ospaksson – von Konstantinopel nach Russland zu Jaroslaw I. Wladimirowitsch Großfürst von Kiew, dem er regelmäßig seine Schätze aus Bezahlungen und Plünderungen (dreifache Plünderung des Kaiserpalastes, an denen Harald und Ulf Ospaksson beteiligt waren) zur Verwahrung übermittelt hatte.
Er heiratete dort Elisabeth, eine Tochter des Großfürsten und der Ingegerd von Schweden, ein Umstand, der auch in einem Gedicht des Skalden Stuf dem Blinden festgehalten wurde.

### In Schweden
Harald, begleitet von seiner Gemahlin Elisabeth, Ulf Ospaksson und anderen Gefährten, begab sich mit seinem Goldschatz 1045 von Russland nach Schweden, wo er sich mit Sven Estridsson (* um 1020, † 1076) verbündete, der von König Magnus von Norwegen in der Schlacht von Helganess besiegt und aus Dänemark vertrieben worden war. In der Folge unternahm Harald gemeinsam mit Svend und mit seinen isländischen n Gefährten Raubzüge in dem von seinem Neffen regierten Königreich Dänemark.
Diese Zusammenarbeit endete jedoch, nachdem Svend Estridsson Harald vergeblich bedrängt hatte, seinen Neffen König Magnus von Norwegen direkt anzugreifen und anschließend sogar versucht hatte, Harald ermorden zu lassen.

### In Norwegen

#### Gold für ein Königreich
Harald beschloss daher, sich mit seinem Neffen König Magnus auszusöhnen und begab sich daher mit seinem Gefolge nach Norwegen. Dort kam es In förmlichen Zeremonien – an denen zweifellos Ulf Ospaksson teilnahm – zu einem ungewöhnlichen Interessensausgleich. Zunächst übertrug König Magnus die Hälfte des Königreiches Norwegen an Harald und verlieh ihm den Titel König von Norwegen unter Vorbehalt seines Vortrittsrechtes. Anschließend übergab ihm Harald zum Ausgleich die Hälfte des von ihm in jahrelangen byzantinischen Diensten erbeuteten enormen Goldschatzes. Es war die größte Goldmenge, die man in Nordeuropa jemals gesehen hatte.

#### Ulf der Marschall
Durch den Tod von König Magnus wurde Harald Sigurdsson am 25. Oktober 1047 Alleinherrscher in Norwegen. Von seinen isländischen Gefährten kehrte Halldor Snorrasson bald darauf nach Island zurück, während Ulf Ospaksson bei in Norwegen blieb. Da er sich der besonderen Gunst und der Zuneigung Haralds erfreute machte ihn dieser zum königlichen Marschall und Lehensmann und übertrug ihm umfangreiche Liegenschaften im Wert von 12 Mark Silber in der Provinz Tröndelag.

#### Ulf Schwager des Königs
Darüber hinaus machte der König Ulf Ospaksson zu seinem Schwager, indem er ihm Jorunn Torbergsdotter, die Schwester seiner 1047 „more danico“ geehelichten zweiten Gemahlin Thorunn, die eine Tochter des Häuptlings Thorberg Arnasson (Torberg Arnesson) von Giske war, zur Ehefrau gab.
Ulf wurde dadurch zum Mitglied der königlichen Familie und in der Folge zum Onkel der Söhne Haralds, Magnus II. Haraldsson (1066–1069) und Olav III. Kyrre (der Friedfertige) Haraldsson (1067–1093) von Norwegen, die nach dem Tod Haralds im Jahre 1066 gemeinsam als Könige von Norwegen regierten.
Diese ungewöhnliche Auszeichnung wurde von dem isländischen Skalden Stein Herdisarson in einem in der Saga erwähnten – aber nicht erhaltenen – Gedicht zu Ehren von Marschall Ulf festgehalten.

#### Ulfs Schwägerschaft
Durch diese Ehe kam Ulf in Schwägerschaft mit einer bedeutenden Häuptlingsfamilie, sowie mit anderen Magnaten, die in Norwegen eine führende Rolle spielten.
Einer seiner Schwäger war Eystein Orre, der König Harald 1066 auf dem Feldzug nach England begleitete und in die Geschichte einging, da er in der – nach dem Tod von König Harald schon verloren gegebenen Schlacht bei Stamford Bridge – als Kommandant der Reservetruppen herbeieilte und „Orres Schlacht“ lieferte, eine Wende herbeiführte, aber letztlich gegen die Übermacht der Truppen von König Harald von England ebenso wie sein König fiel.

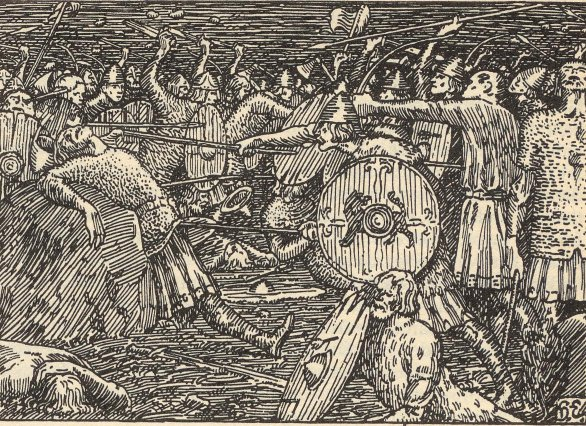
Tod von König Olav II. bei Stiklestad

Finn Arnesson († um 1065), ein königlicher Lehensmann zu Austratt, war ein Bruder von Ulfs Schwiegervater Thorberg Arnasson. Er war mit Bergljot Halfdansdotter, einer Nichte von König Harald verheiratet, war Rat der Könige Olav II. des Heiligen und Harald Hardrade von Norwegen, kämpfte 1030 in der Schlacht von Stiklestad auf Seiten von König Olav II. gegen das Bauernheer, zerstritt sich jedoch mit König Harald, ging darauf nach Dänemark, wo er von König Sven Estridsson zum Jarl von Fünen ernannt wurde, in der Schlacht an der Nissa gegen Harald kämpfte, aber in die Gefangenschaft von König Harald geriet.
Dessen Tochter Igibjörg Finnsdatter, war in erster Ehe um 1040/50 mit Thorfinn Sigurdsson „dem Schwarzen“, Jarl von Orkney († 1065) und ab 1066 mit Malcom III. „Canmore“ König von Schottland (1058–1093) verheiratet. Sie wurde durch ihre erste Ehe zur Stammmutter der späteren Jarls von Orkney und in zweiter Ehe zur Königin von Schottland und zur Mutter von Duncan II. König von Schottland († 1094)
Kalv Arnesson (* um 990, † um 1051), ein anderer Bruder von Ulfs Schwiegervater, kämpfte in der Schlacht von Sticklestad als einer der Anführer des Bauernheeres gegen König Olav II. und könnte derjenige gewesen sein, der dem König den Todesstoß gab. König Harald vergaß dies nicht und veranlasste später seinen Tod, indem er in einem Gefecht die notwendige militärische Unterstützung verzögerte. Er war mit der Tochter eines anderen Anführers des Bauernheeres in der Schlacht von Stiklestad, Tore Hund, verheiratet.
Eine Schwester von Ulfs Schwiegervater, Ragnhild Arnesdotter war mit einem anderen Anführer des Bauernheeres von Sticklestad, Harek von Tjotta Eyvindsson († 1040), verheiratet, der ein Sohn des berühmten Skalden Eyvindr Skáldaspillir Finnsson, († 940) war.

### Kampf um Dänemark

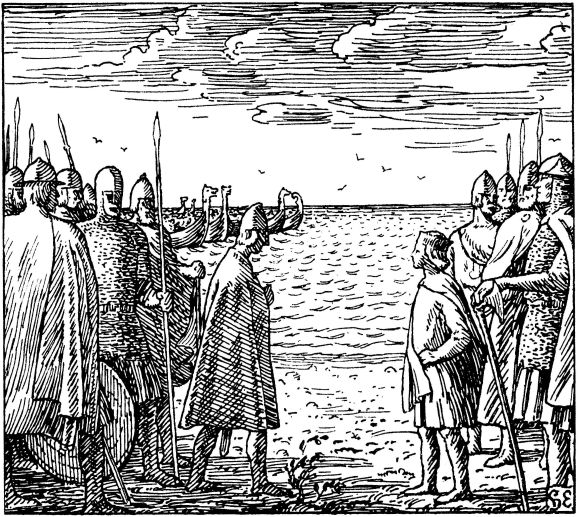
Treffen zwischen König Magnus I. und König Hardiknut – H. Egedius

#### Grundlagen
Die norwegischen Ansprüche auf Dänemark beruhten auf einem Erbvertrag, der um 1040 zwischen dem norwegischen König Magnus I. Olavsson und Hardiknut, dem König von Dänemark (1035–1042) und König von England (1040–1042) abgeschlossen wurde, der vorsah, dass der Überlebende sämtliche Besitzungen des Verstorbenen erben würde. Als Hardaknut 1042 starb, erbte Magnus I. jedoch nur Dänemark, nicht aber England, das an Eduard den Bekenner fiel, der damals schon Mitregent war.
Auch in Dänemark war die Nachfolge umstritten, da dort Sven Estridsson als Sohn von Estrid Svendsdatter – einer Schwester von Knut dem Großen König von Dänemark, Norwegen und England († 1035) Erbansprüche erhob. König Magnus machte ihn erst zum Regenten, vertrieb ihn aber 1046 kurz vor seinem eigenen Tod aus Dänemark.
Nach dem Tod seines Neffen König Magnus I. sah sich Harald Hardradi als dessen Universalerbe und beanspruchte daher die Nachfolge in Dänemark, obwohl ihm sein Neffe König Magnus testamentarisch nur Norwegen nicht aber Dänemark hinterlassen hatte, das er Sven Estridsson zudachte. König Harald setzte sich darüber hinweg und gründete die Stadt Oslo als Brückenkopf zur Versorgung und Vorbereitung von Überfällen auf dänisches Gebiet. Es kam daher ab 1047 immer wieder zu gegenseitigen Überfällen, Plünderungen und Militäraktionen, in die Ulf Ospaksson als Marschall von König Harald zwangsläufig eingebunden war.

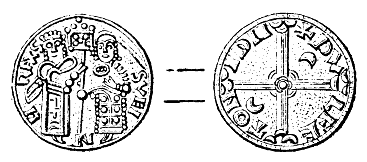
Mynt slaget för Sven Estridsson, Nordisk familjebok

Um diesen Streit zu beenden, forderte König Svein Harald dazu heraus, im nächsten Sommer die Frage der Herrschaft durch eine Schlacht an der Grenze der beiden Länder – bei der Mündung des Gota-Flusses – zu entscheiden.
Als König Harald mit seiner Flotte und Ulf am vereinbarten Treffpunkt einlangte, erfuhr er, dass Svein im Süden, bei Seeland geblieben war. Da somit eine Entscheidungsschlacht nicht zu erwarten war, sandte Harald das Aufgebot der Bauern zurück und behielt nur die 150 Schiffe seiner Lehensleute bei sich und unternahm mit diesen Überfälle in Dänemark, wobei er unter anderem 1050 die berühmte Handelsstadt Haithabu niederbrennen ließ.
Auf der Rückfahrt von den Plünderungen wurden die schwer beladenen norwegischen Schiffe von der dänischen Flotte entdeckt und verfolgt. Sie konnten sich jedoch durch eine Kriegslist retten, indem sie Beutestücke und zuletzt dänische Gefangene ins Meer warfen, die die Verfolger erfolgreich ablenkten.

#### Schlacht an der Nissan

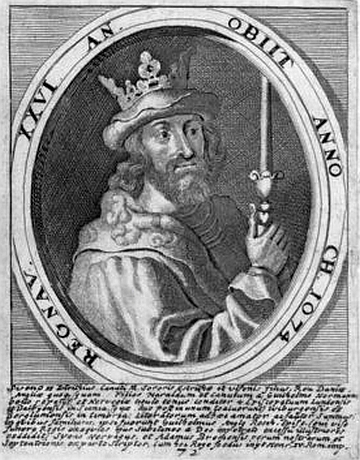
Sven II. Estridsson König von Dänemark II

Am 9. August 1062 kam es vor der Küste von Halland (heute in Schweden) an der Mündung des Flusses Nissan zur Schlacht zwischen den Flotten von König Harald und von König Sven Estridsson von Dänemark.
Marschall Ulf Ospakson wird in der Saga ausdrücklich als treuer Kampfgefährte von König Harald genannt, der sein Schiff ins Zentrum der Flotte rudern ließ, um direkt neben dem großen Drachenschiff des Königs in die Seeschlacht eingreifen zu können. Der Skalde Stein Herdisarson, ein Isländer und Verwandter von Ulf, nahm an dieser Schlacht auf dem Schiff des Marschalls als Augenzeuge teil und schrieb über Ulf die folgenden, in der Saga wiedergegebenen Verse: (Übersetzung nach Hans-Jürgen Hube)
„Uns alle spornte da Ulv mächtig

Und hart an, des Königs Stallare,

als man zum Sturm steuerte.

Da legte der furchtlose Mann

und Freund des Fürsten sein Boot längsseits.

Und die Mannen bejahten das freudig.“
Trotz zahlenmäßiger Überlegenheit der dänischen Flotte endete die Schlacht mit einem Sieg Haralds, wobei auch die Taktik von Jarl Hakon Ivarsson beitrug, der die dänische Flotte an der Flanke angriff. Im Zentrum der Seeschlacht, wo Ulf neben König Harald kämpfte, gelang es das Schiff von König Svein zu entern und die ganze Besatzung zu eliminieren. Man dachte daher, dass König Sven gefallen sei und damit der Konflikt beendet wäre. Erst nachträglich stellte sich heraus, dass König Sven überlebt hatte, der Kampf um Dänemark daher weiterging.
Erst 1064 bei einem Friedenstreffen am Gota-Fluss kam es zu einer Vereinbarung über eine gegenseitige Anerkennung, durch die Harald als König von Norwegen und Svein als König von Dänemark bestätigt wurden.

### Kampf gegen Jarl Hakon Ivarsson
Viel später kam durch die Indiskretion eines Soldaten heraus, dass sich König Svein in ein Boot gerettet und sich mit dem Namen „Vandrat“ (der Ratlose), dem mächtigsten Vasallen von König Harald Hardrade, Jarl Hakon Ivarson von Oppland, ergeben hatte, der mit Harald durch seine Ehefrau, Ragnhild Magnusdatter, einer außerehelichen Tochter von König Magnus I. von Norwegen, verschwägert war. Hakon Ivarsson ermöglichte König Svein insgeheim die Flucht auf das Festland, was König Harald als schweren Verrat ansah.
Noch am selben Tag, an dem dies bekannt wurde, brach König Harald mit seinen Truppen auf, um Jarl Hakon Ivarsson in seine Gewalt zu bekommen. Dieser wurde jedoch gewarnt, floh nach Schweden zu Stenkil Ragnvaldsson König von Schweden (1060–1066), der ihn in seine Dienste aufnahm und zum Jarl von Värmland ernannte.
Wohl unter Mitwirkung seines Marschalls Ulf Ospaksson unternahm König Harald 1062 einen neuerlichen Feldzug gegen Jarl Hakon Ivarsson, der sich nahe dem Vänersee aufhielt. Es kam zur Schlacht am Gotafluss, in der die gotaländischen Truppen von Jarl Hakon besiegt und dessen Banner in die Hände der Norweger fiel, er selbst jedoch verschwunden war. Beim Rückzug Haralds stürzte ein Mann aus dem Wald, tötete den Träger der Fahne von Jarl Hakon und verschwand mit dieser. Damit war klar, Jarl Hakon Ivarsson hatte überlebt, er starb jedoch kurz darauf.
In der Folge unternahm Harald – wohl mit seinem Marschall Ulf – Strafexpeditionen in die norwegischen Provinzen, die Jarl Hakon Ivarsson unterstützt und die Zahlung der Abgaben an König Harald verweigert hatten und zwang diese mit Gewalt, durch Hinrichtungen und Brandschatzung zur Unterwerfung.

### Kampf um England
Die letzte und vielleicht größte Herausforderung für König Harald Hardrade und für seinen Marschall Ulf Ospaksson war es, die Krone Englands zu erringen.

#### Grundlagen
Grundlage war der schon erwähnte Erbvertrag aus 1038/39 zwischen König Magnus I. Olavsson und König Hardeknut König von Dänemark und England († 1042). Unbeeindruckt davon, dass bereits sein Neffe König Magnus I. daran gescheitert war, England zu erhalten, sah sich Harald nach dem Tod von Eduard dem Bekenner als legitimer Erbe Englands.
Entscheidend für seinen Entschluss England zu erobern war der Besuch eines anderen Prätendenten, Toste Godwinson († 1066), der ein exilierter jüngerer Bruder des neuen Königs Harald II. Godwinson von England war. Ihm gelang es, der Harald davon zu überzeugen, dass er gute Aussichten hätte. durch einen Kriegszug die Krone Englands zu erlangen.
Harald bot daher die Hälfte der Streitkräfte Norwegens zur Fahrt nach England auf. In der Bevölkerung gab es jedoch Zweifel am Erfolg dieser Expedition, da es schlimme Vorzeichen und Gerüchte gab, wonach es jeder der englischen „Housecarls“, d. h., der etwa 3.000 Mitglieder der Elitetruppe des Königs von England, alleine mit zwei der besten Krieger Haralds aufnehmen könne.
Ulf war als königlicher Marschall zweifellos die Vorbereitungen dieses bedeutenden Kriegszuges eingebunden, er war jedoch nicht nur alt, sondern auch skeptisch über den Ausgang dieser Expedition, wie aus einem in der Saga wiedergegebenen Gedicht hervorgeht, das Ulf selbst komponiert haben soll:
„Gerne würde ich mein Schwert

Einmal mehr für meinen König Harald ziehen;

Doch wenig nützte sein Marschall

An Bord seines Langschiffs,

Wenn einer von Englands Kriegern

Es mit zwei Norwegern aufnehmen kann.

Als ich noch jung war, meine Dame,

da waren die Dinge ganz anders.“
Diese skeptische Haltung Ulfs gegenüber der Invasion Englands durch König Harald findet sich auch in einer modernen Darstellung etwa von G.K-Holloway.

## Ableben und Ehrung von Marschall Ulf
Marschall Ulf Ospaksson, bis zuletzt bereit, für seinen König zu sterben, sollte das Auslaufen der norwegischen Flotte nach England nicht mehr erleben, denn er starb wenige Wochen zuvor im Jahre 1066.
Wie hoch er von König Harald nach über dreißig Jahren als engster Vertrauter, Kampfgenosse und zuletzt Schwager geschätzt wurde, zeigt die tiefe Trauer des Königs über diesen Verlust, der Ulf am Grab die höchste Anerkennung zollte: „Hier liegt der treueste und loyalste Gefolgsmann, den je ein Herrscher hatte“.

## Ulfs Charakter
In der Saga von König Harald wird auch auf Ulfs Charakter eingegangen. Gemeinsam werden die beiden isländischen Gefolgsleute von König Harald, Ulf Ospaksson und Halldor Snorrasson hervorgehoben und als Männer außerordentlicher Stärke und als hervorragende Krieger beschrieben.
Später wird auf den Unterschied ihrer Charaktere eingegangen. Halldor wird dabei als besonders großgewachsen, kräftig und ansehnlich und als Mann beschrieben, der weder durch Freude noch Schmerz aus der Ruhe gebracht werden konnte, der wenig Worte machte, direkt, grob und eigensinnig war, was dem König missfiel. Er kehrte daher von Norwegen nach kurzer Zeit nach Island zurück.
Ulf wird hingegen als extrem schlau, umsichtig und wortgewandt, als sehr fähig, loyal und ehrenhaft beschrieben, wodurch er bei König Harald in hoher Gunst stand und bis zu seinem Lebensende dessen Gefolgsmann blieb.

## Nachleben
Der Wunsch, in der Erinnerung der Menschen fortzuleben war damals nicht geringer als heute. Erzählungen waren daher verbreitet, aber Ideal war das Gedicht um unverfälscht bedeutende Taten und Ereignisse zu beschrieben, weshalb Könige Skalden mit goldenen Armringen belohnten, wenn diese für ihre Unsterblichkeit sorgten, da die Gedichte durch Verbreitung Eingang in das kollektive Bewusstsein fanden und jahrhundertelang in der mündlichen Überlieferung fortlebten. Ulf selbst griff daher zu diesem Medium, wie das kurze in der Saga von König Harald wiedergegebene Zitat zeigt. Allerdings haben sich von seinen eigenen Gedichten nur wenige Zeilen erhalten.
Ulf wurde jedoch auch von zeitgenössischen Hofdichtern erwähnt, wie die in der Saga wiedergegebenen Zitate zeigen, wobei es kein Zufall ist, dass es gerade Isländer und Verwandte Ulfs waren, die seiner gedachten, wie etwa Stuf Thordarsson, genannt Stuf der Blinde, der ein Enkel von Ulfs Tante, Gudrun Osvifsdatter war oder Stein Herdisarson, der Ulf in dessen Boot in der Schlacht an der Mündung der Nissa begleitete und der – vermutlich anlässlich von Ulfs Ableben – ein eigenes Preisgedicht für Ulf: „Ulfs-flokk“ verfasst haben soll, dass jedoch verschollen ist. Von diesen Gedichten haben sich jedoch nur die in der Saga von König Harald wiedergegebenen Bruchstücke erhalten.
Für das Nachleben der Erzählung – und damit Ulfs – sorgte auch der isländische Kampfgefährte, Nachbar und Verwandte Ulfs, Halldor Sorrasson, der Ulf jahrelang in der Warägergarde und auch noch zeitweise in Norwegen zur Seite stand, da er die Geschichte ihrer Abenteuer nach Island und damit schließlich auch zur Kenntnis seines gelehrten Nachfahren Snorri Sturlusson brachte.
Ein dauerhaftes Nachleben erhielt Ulf jedoch erst 200 Jahre später durch den bedeutenden Historiker Snorri Sturlusson, da er seinem Landsmann und entfernten Verwandten Ulf einen bemerkenswerten Platz in seiner um 1230 verfassten Geschichte der norwegischen Könige, der „Heimskringla“, einräumte. Snorri Sturluson hat damit seine Heimat Island sowie seine Vorfahren und Verwandten mit dem Leben der norwegischen Könige verknüpft und damit nicht nur diesen, sondern indirekt auch sich selbst ein Denkmal gesetzt. Durch die Verbreitung seines Werkes in vielen Sprachen ist das Leben des Marschalls Ulf Ospaksson für viele Menschen noch tausend Jahre nach seiner Geburt weitgehend nachvollziehbar.

## Ehe und Nachkommen

### Ehe
Ulf stand König Harald III. als engster Vertrauter besonders nahe, weshalb ihm der König Jorunn Thorbergsdatter, die Schwester seiner eigenen Ehefrau „more danico“ Thora Thorbergsdatter († um 1045) zur Frau gab und dadurch zu seinem Schwager machte.
Jorunn Thorbergsdatter stammte aus einer mächtigen norwegischen Häuptlingsfamilie. Sie war eine Tochter von Thorberg Arnasson von Giske (in der norwegischen Provinz Møre og Romsdal) und dessen Ehefrau Ragnhild Erlingsdatter, einer Tochter von Erling Skjalgsson und der Astrid Tryggvasdotter, die eine Schwester von Olav I. Tryggvason, König von Norwegen (995–1000), war.

### Nachkommen
Nach der Saga von König Harald hinterließ Ulf zwei Kinder, Jon Ulfsson „der Starke“ von Rasvold und Brigida Ulfsdotter die laut den Europäischen Stammtafeln folgende Nachkommenschaft hinterließen
1. Jon Ulfsson „der Starke“ zu Rasvold (in Vaerdal nördlich von Trondheim)
  1. Erlend Jonsson “Himalde” (der Schlappe) zu Rasvold
    1. Eystein Erlendsson, zweiter Erzbischof von Nidaros 1161–1188 „St Eystein Erlendsson“ (* um 1120, † 26. Januar 1188) Das Erzbistum umfasste damals neben Norwegen auch Shetland, Orkney, die Hebriden, die Färöer sowie Island und Grönland.[78] Er war eine der bedeutendsten Erzbischöfe Norwegens und wurde 1229 von einer norwegischen Synode zum Heiligen erklärt, jedoch nie von Rom kanonisiert.
    2. Thorberg Erlendsson
      1. Baard Thorbergsson Sala
      2. Erlend Thorbergsson
2. Brigida Ulfsdatter ⚭ Häuptling Hakon Finnsson von Tjotta[79]
  1. Sauda-Ulf (Schafs-Ulf)
    1. Peter Burdensven Sauda-Ulfsson
      1. Sven Petersson
      2. Ulf Petersson „Fliege“ (der Kleine)
      3. Philip Petersson
      4. Sigrid Petersdatter ⚭ Brynjulf
        1. Peter Brynjulfsson zu Husastad, Erzbischof von Nidaros (1225–1226)

  2. Ulvhild Håkonsdatter Thjottaätten (* 1095, † 1148)[80] war durch ihre drei Ehen von 1117–1125 Königin von Schweden, von 1130 bis 1134 Königin von Dänemark, von 1134 bis 1148 neuerlich Königin von Schweden und 1143 Stifterin des ersten schwedischen Zisterzienserklosters in Alvastra, wo sich auch begraben wurde. ⚭ I. um 1116 Inge II. Halstensson König von Schweden (1110–1125); ⚭ II. Niels Svensson König von Dänemark (1104–1134); ⚭ III. Sverker I. König von Schweden (1132–1156) Nachkommen aus ihrer dritten Ehe:
    1. Karl VII. Sverkersson († ermordet 12. April 1167), König von Schweden (1161–1167), ⚭ 1163 Kristina Stigsdotter, eine Tochter von Stig Hvitaledr und der Margarete Prinzessin von Dänemark, einer Tochter von Knud Lavard Herrscher der Abodriten.
      1. Sverker II.Karlsson, König von Schweden (1196–1208)

    2. Helena Sverkersdotter (* um 1130, † nach 1158), ⚭ 1156 Knut V. Magnusson, 1147 König von Jütland, 1154–1157 Mit-König von Dänemark, † ermordet 9. August 1157
    3. Jon Sverkersson († ermordet 1153/54), Jarl in Schweden
    4. Ingegerd Sverkersdotter († 1204); ab 1164 Priorin des Klosters Vreta
    5. Sune Sik Sverkersson.
      1. Ingrid Ylva Sunesdotter, ( † 1250/55), ⚭ 1195 Magnus Minnesköld,( † 1208) wurde über ihren Sohn Birger Magnusson, genannt Birger Jarl († 1266) zur Stammmutter der Könige von Schweden 1250–1364, der Könige von Norwegen (1380–1387) und der Könige von Dänemark (1376–1387) aus dem Haus der Folkunger.